# Pér

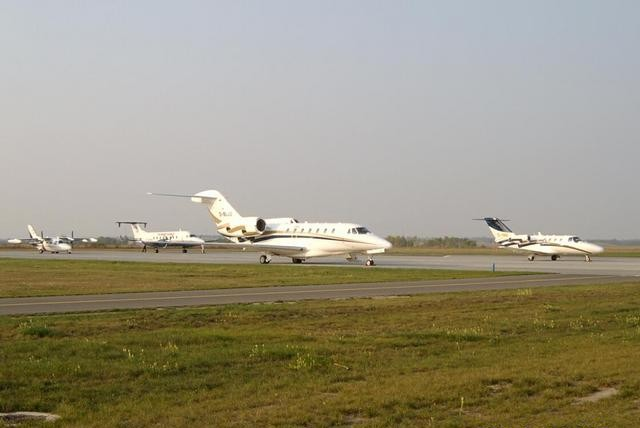
Letiště Győr-Pér v Péru

Pér je obec v Maďarsku v župě Győr-Moson-Sopron, spadající pod okres Győr. Nachází se asi 7 km severovýchodně od Pannonhalmy a 10 km jihovýchodně od Győru. V roce 2015 zde žilo 2373 obyvatel, z nichž 89,4 % tvoří Maďaři.
Kromě hlavní části k Péru patří ještě malé části Kámváskútidűlő, Kettestanya, Kispér, Mindszentimajor, Mindszentpuszta, Püspökalap a Sárközitanya.
Pér leží na silnicích 81 a 8223. Je přímo silničně spojen s obcemi Győrság, Mezőörs, Nyalka, Pázmándfalu, Töltéstava a přes část Fehérváridűlő s městem Győr. Pérem protéká potok Vezseny-ér, který se vlévá do potoka Pándzsa. Ten se vlévá do řeky Ráby.
Pér je známý především tím, že pod jeho území spadá mezinárodní letiště Győr-Pér. V části Kámváskútidűlő se nachází čerpací stanice s občerstvením a ubytováním, část Mindszentpuszta má vlastní katolický kostel Mindenszentek-templom, obchod a hřiště. V samotném Péru se nachází katolický kostel Nagyboldogasszony-templom, kaple Fájdalmas Szűzanya-kápolna, hřbitov, čtyři obchody, škola, pošta, hřiště a hospoda.